# Reference.com
Reference.com é uma enciclopédia online, tesauro, e dicionário. O site também possui uma ferramenta de tradução automática e um motor de busca.
Reference.com foi lançado pela InReference, Inc em fevereiro de 1997. O site foi adquirido tempos depois pelo Lexico Publishing Group, LLC. Em 2005, Lexico anunciou que o Reference.com passaria a fornecer buscas de conteúdos da Wikipédia. Em 2007, o site estava entre os 200 sites mais populares da internet. A popularidade do Dictionary.com foi impulsionada pela prática do Google de oferecer um link no início dos resultados da busca que redirecionava para o site Dictionary.com. Esse relacionamento exclusivo acabou sem explicações ao público quando os links do Google foram redirecionados para o Answers.com. Em dezembro de 2009, os links do Answers.com foram substituídos pelo próprio dicionário do Google. Em 3 de julho de 2008, a IAC adquiriu o Lexico Publishing Group, LLC e suas três propriedades: Thesaurus.com, Reference.com, and Dictionary.com.
O Reference.com reproduz conteúdos de fontes externas. As fontes do site incluem outros dicionários online, enciclopédias e uma busca de termos encontrados em sites como a Wikipédia e a publicação da CIA, The World Factbook. O site também produz buscas em grupos Usenet e outras mailing lists.
Em 2010, o Reference.com estava no top de uma lista compilada pelo The Wall Street Journal que classificava sites pelo número de cookies de rastreamento de terceiros adicionados ao computador do usuário. O Reference.com incluía 234 cookies de rastreamento na primeira vez que o usuário o acessasse.